# Chuck Keehne
Chuck Keehne (ur. 1 sierpnia 1914, zm. 24 lutego 2001 w Woodland Hills) – amerykański kostiumograf. Przez blisko 25 lat pracował dla wytwórni filmowej The Walt Disney Company. Był osobą, która zaprojektowała słynne „uszy” dla Klubu Myszki Miki.

## Życiorys
Chuck Keehne urodził się w Saint Louis, w stanie Missouri. Był trzecim z pięciorga dzieci Williama i Mae Keehne. Ojciec Chucka pracował jako telegrafista na kolei. Około 1924 roku przeprowadzili się na południowy zachód Missouri. Po ukończeniu szkoły średniej Keehne przeprowadził się do Kalifornii. Podjął pracę w Western Costume Company w Hollywood, wolny czas poświęcał na naukę o historycznych strojach i kostiumach. Odszedł z firmy aby na początku 1940 niezależnie projektować stroje do filmów.
Zaciągnął się do Korpusu Powietrznego Armii Stanów Zjednoczonych podczas II wojny światowej. Służył jako fotograf wojenny podczas wojny na Pacyfiku. Wszyscy jego bracia również brali udział w tych wydarzeniach. Po wojnie stacjonował w Japonii aż do zakończenia służby, po czym wrócił do Kalifornii i do branży filmowej.
Ożenił się z Marcelle Birkenbach, koleżanką z dzieciństwa 6 grudnia 1947. Mieli dwie córki: Debbie i Karen.
Od 1947 do 1955 pracował nad dwoma serialami i 15 filmami. W 1955 został zatrudniony przez studio Disneya, gdzie miał za zadanie stworzyć dział kostiumów i objąć nad nim kierownictwo. Utworzył ten departament przy skrzyżowaniu Minnie Avenue i Dopey Drive gdzie znajdował się do 2000 roku. Odpowiedzialnym za damską część garderoby była Gertrude Casey natomiast za męską Ted Tooey, pracował z nimi już wcześniej, przyłączyli się do niego gdy został zatrudniony przez Disneya.
Jednym z jego pierwszych zadań było stworzenie kostiumów do Mickey Mouse Club. W przeciwieństwie do historycznych kostiumów, nie było wcale oczywiste co powinien nosić „Mouseketeer”. Zaprojektowane przez niego „uszy” stały się amerykańską ikoną.
Pracował jako szef działu kostiumów aż do dnia odejścia na emeryturę w 1979 roku.
Zmarł 24 lutego 2001 w Woodland Hills po długotrwałej chorobie. Został pochowany na cmentarzu Forest Lawn Cemetery w Hollywood Hills.

## Filmografia

### Filmy
| Rok  | Tytuł                                         |
| ---- | --------------------------------------------- |
| 1940 | Torrid Zone                                   |
| 1940 | Waleczny sześćdziesiąty dziewiąty             |
| 1940 | ‘Til We Meet Again                            |
| 1940 | Knute Rockne, All American                    |
| 1940 | Flowing Gold                                  |
| 1942 | Captains of the Clouds                        |
| 1942 | Yankee Doodle Dandy                           |
| 1942 | Manpower                                      |
| 1947 | Szpada Kastylii                               |
| 1948 | Masakra Fortu Apache                          |
| 1949 | El Paso                                       |
| 1949 | Captain China                                 |
| 1949 | The Lucky Stiff                               |
| 1950 | The Eagle and the Hawk                        |
| 1950 | Tripoli                                       |
| 1951 | The Last Outpost                              |
| 1951 | The Roy Rogers Show                           |
| 1952 | The Blazing Forest                            |
| 1952 | Hong Kong                                     |
| 1953 | The Steel Lady                                |
| 1953 | Donovan’s Brain                               |
| 1953 | Tropic Zone                                   |
| 1955 | The Phenix City Story                         |
| 1955 | A Bullet for Joey                             |
| 1956 | Polowanie na lokomotywę                       |
| 1956 | Wozy jadą na Zachód                           |
| 1957 | Johnny Tremain                                |
| 1957 | Żółte psisko                                  |
| 1958 | The Light in the Forest                       |
| 1958 | Tonka                                         |
| 1958 | Znak Zorro                                    |
| 1959 | Na psa urok                                   |
| 1959 | Darby O’Gill & the Little People              |
| 1960 | Ten Who Dared                                 |
| 1960 | Pollyanna                                     |
| 1960 | Cyrk jedzie                                   |
| 1961 | W krainie zabawek                             |
| 1961 | Rodzice, miejcie się na baczności             |
| 1961 | Latający profesor                             |
| 1962 | Sammy the Way-Out Seal                        |
| 1962 | Wspaniały Red                                 |
| 1962 | Bon Voyage                                    |
| 1962 | Moon Pilot                                    |
| 1963 | Savage Sam                                    |
| 1963 | Summer Magic                                  |
| 1963 | Flubber – Mikstura profesora                  |
| 1964 | Mary Poppins                                  |
| 1964 | A Tiger Walks                                 |
| 1964 | Misadventures of Merlin Jones                 |
| 1965 | The Monkey’s Uncle                            |
| 1965 | Koci detektyw                                 |
| 1965 | Those Calloways                               |
| 1966 | The Ugly Dachshund                            |
| 1966 | Za mną chłopcy!                               |
| 1966 | Robin Crusoe na rajskiej wyspie               |
| 1967 | The Gnome-Mobile                              |
| 1967 | Bullwhip Griffin                              |
| 1967 | Monkeys Go Home                               |
| 1968 | The Horse in the Gray Flannel Suit            |
| 1968 | Never A Dull Moment                           |
| 1968 | The One and Only Genuine Original Family Band |
| 1968 | Duch Blackbearda                              |
| 1968 | The Happiest Millionaire                      |
| 1968 | Kochany chrząszcz                             |
| 1969 | Smith                                         |
| 1969 | Rascal                                        |
| 1969 | Komputer w tenisówkach                        |
| 1970 | Boatniks                                      |
| 1971 | Wild Country                                  |
| 1971 | The Barefoot Executive                        |
| 1971 | Scandalous John                               |
| 1971 | Gałki od łóżka i kije od miotły               |
| 1971 | $1,000,000 Duck                               |
| 1972 | The Biscuit Eater                             |
| 1972 | Napoleon i Samanta                            |
| 1972 | Snowball Express                              |
| 1972 | Now You See Him, Now You Don’t                |
| 1973 | Jeden mały Indianin                           |
| 1973 | Charley and the Angel                         |
| 1973 | World’s Greatest Athlete                      |
| 1974 | Garbi znowu w trasie                          |
| 1974 | The Castaway Cowboy                           |
| 1974 | Island at the Top of the World                |
| 1974 | The Bears and I                               |
| 1974 | Superdad                                      |
| 1975 | The Sky’s the Limit                           |
| 1975 | Najsilniejszy mężczyzna na świecie            |
| 1975 | Apple Dumpling Gang                           |
| 1975 | Ucieczka na Górę Czarownic                    |
| 1976 | No Deposit, No Return                         |
| 1976 | The Shaggy D.A.                               |
| 1976 | GUS                                           |
| 1976 | Treasure of Matecumbe                         |
| 1976 | Zwariowany piątek                             |
| 1977 | Chrabąszcz jedzie do Monte Carlo              |
| 1978 | Powrót z Góry Czarownic                       |
| 1978 | Gorący ołów i zimne stopy                     |
| 1978 | The Cat From Outer Space                      |
| 1979 | The Apple Dumpling Gang Rides Again           |
| 1979 | Afera na North Avenue                         |
| 1979 | Czarna dziura                                 |

### Seriale
| Lata      | Tytuł                | Notatki                                 |
| --------- | -------------------- | --------------------------------------- |
| 1952      | Dangerous Assignment | 12 odcinków                             |
| 1955–1959 | Mickey Mouse Club    | 260 jedno i 130 pół godzinnych odcinków |
| 1957–1958 | Disneyland           | 71 odcinków                             |
| 1957–1959 | Zorro                | 82 odcinków                             |